# ديفيد كونينغهام
ديفيد كونينغهام (بالإنجليزية: David Cunningham)‏ هو سياسي أسترالي، ولد في 31 مارس 1936. حزبياً، نشط في حزب العمال الأسترالي. وقد انتخب عضو الجمعية التشريعية فيكتوريا.